# Autoportret fără barbă
Autoportret fără barbă este un autoportret realizat în anul 1889 de pictorul postimpresionist olandez Vincent van Gogh. Tabloul, care e posibil să fi fost ultimul autoportret al lui Van Gogh, a fost pictat în luna septembrie a acelui an. Autoportretul este unul dintre cele mai scumpe tablouri din toate timpurile, fiind vândut cu 71,5 milioane dolari în 1998 în New York City. La acea vreme, era al treilea cel mai scump tablou vândut vreodată (al patrulea dacă se ia în calcul inflația).
Istoricii de artă dezbat dacă acesta este într-adevăr ultimul autoportret al lui Van Gogh. Ronald Pickvance crede că este ultimul, în vreme ce Ingo F Walther și Jan Hulsker cred că Autoportret a fost ultimul. Tabloul a fost pictat pentru mama lui Van Gogh, îngrijorată de starea sa în timp ce era internat în Saint-Rémy, și oferit ei ca un cadou aniversar.